# Léon Quarton
Léon Quarton, né le 15 septembre 1911 à Laroche-Saint-Cydroine (Yonne), et mort le 9 février 1991 à Avallon, est un cheminot, syndicaliste de la CGT, Résistant communiste et déporté français. 

## Biographie
Son père est charpentier en bateau. Léon Camille Quarton commence à apprendre ce métier en 1925. En 1926, il adhère aux jeunesses communistes ainsi qu'au syndicat CGTU de la batellerie. En 1936, il entre au dépôt ferroviaire de Laroche-Migennes et intègre un syndicat de cheminots. Secrétaire de l’Union locale des syndicats CGT pendant quelques mois, il est aussi coresponsable en 1937-1938 du mouvement Amsterdam-Pleyel. Le 2 octobre 1939, il est mobilisé. Il revient après sa démobilisation à Migennes. Il est placé en résidence surveillée. Il rejoint le Front National (organe de résistance), et les FTPF. Le 20 octobre 1943, il est arrêté. Il est interné à Auxerre et déporté aux camps de Natzweiler-Struthof (Vosges), de Gross-Rosen et à la centrale de Brieg (Allemagne). Le 11 avril 1945, Léon Quarton est libéré, et le 8 mai 1945, rapatrié. En 1947, il recommence à travailler. Il est homologué déporté résistant DIR, FFI et FFC. Ensuite, il est responsable local de la FNDIRP jusque dans les années 1980. Il meurt dans l'Yonne, et enterré dans le cimetière de cette commune aux côtés de son beau-fils, lui aussi cheminot et syndicaliste. 

## Hommage
- Plaque commémorative sur sa maison au Beugnon à Arcy-sur-Cure[3].